# Mortelle Saint-Valentin
Pour les articles homonymes, voir Valentine.
Pour plus de détails, voir Fiche technique et Distribution.
Mortelle Saint-Valentin ou Saint-Valentin au Québec (Valentine) est un film américano-canado-australien réalisé par Jamie Blanks, sorti en 2001.

## Synopsis
En 1988, durant le bal de la Saint-Valentin dans une école, Jeremy Melton, un jeune garçon timide, est rejeté par quatre jeunes filles de sa classe : Shelley, Paige, Lily et Kate. Plus tard, il est victime d'un coup monté par Dorothy, qui fait croire à un groupe de garçons que Jeremy tentait de la violer. Le jeune garçon est atrocement battu et humilié par un groupe d'élèves. Treize ans plus tard, Shelley est froidement assassinée par un tueur au masque de Cupidon. Les autres filles font ensuite le lien avec celui qu'elles ont humilié au bal et en viennent à la conclusion que Jeremy revient se venger des malheurs qu'elles ont causés dans le passé.

## Fiche technique
- Titre original : Valentine
- Titre français : Mortelle Saint-Valentin
- Titre québécois : Saint-Valentin
- Réalisation : Jamie Blanks
- Scénario : Donna Powers, Wayne Powers (it), Gretchen J. Berg et Aaron Harberts d'après le roman de Tom Savage
- Décors : Stephen Geaghan
- Costumes : Karin Nosella
- Photographie : Rick Bota (de)
- Montage : Steve Mirkovich (de)
- Musique : Don Davis
- Production :  Dylan Sellers ; Grant Rosenberg (en) et Bruce Berman (en) (exécutifs)
- Société de production : Warner Bros., Village Roadshow, NVP Entertainment et Cupid Productions
- Société de distribution : Warner Bros.
- Budget : 10 000 000 $ environ
- Pays : États-Unis, Canada et Australie
- Langue : anglais
- Genres : Horreur, slasher, thriller
- Durée : 96 minutes
- Dates de sortie : 
  -  États-Unis : 2 février 2001
  -  France : 27 juin 2001
- Classification : Interdit aux moins de 12 ans lors de sa sortie en salle en salles

## Distribution
Légende : Version Française (VF) ; Version Québécoise (VQ)
- Denise Richards (VF : Véronique Volta ; VQ : Camille Cyr-Desmarais) : Paige Prescott
- Marley Shelton (VF : Karine Foviau ; VQ : Christine Bellier) : Kate Davies
- David Boreanaz (VF : Constantin Pappas ; VQ : Daniel Picard) : Adam Carr/Jeremy Melton
- Jessica Capshaw (VF : Edwige Lemoine ; VQ : Viviane Pacal) : Dorothy Wheeler
- Jessica Cauffiel (VF : Chloé Berthier ; VQ : Lisette Dufour) : Lily Voight
- Katherine Heigl (VF : Caroline Pascal ; VQ : Charlotte Bernard) : Shelley Fisher
- Daniel Cosgrove (VF : Alexis Victor ; VQ : Patrice Dubois) : Campbell Morris
- Fulvio Cecere (en) (VF : Philippe Bellay ; VQ : Yvon Thiboutot) : Leon Vaughn
- Hedy Burress (en) (VF : Mélody Dubos) : Ruthie Walker
- Johnny Whitworth (VQ : Jean-Luc Montminy) : Max Raimi
- Woody Jeffreys (VF : Stéphane Ronchewski ; VQ : François L'Écuyer) : Brian
- Adam Harrington (VF : Ludovic Baugin ; VQ : Antoine Durand) : Jason Marquette
- Claude Duhamel (VQ : Martin Watier) : Gary Taylor
- Wyatt Page (VQ : Éric Gaudry) : Evan Wheeler
- Benita Ha (en) (VQ : Hélène Mondoux) : Kim Wheeler
- Paul Magel : Lance

## Production

### Choix des interprètes
- Hedy Burress (en) (Ruthie) a auditionné pour le rôle de Dorothy Wheeler (jouée par Jessica Capshaw).
- Jessica Cauffiel a auditionné pour le rôle de Paige Prescott (jouée par Denise Richards).
- Dans le casting original, Tara Reid devait jouer le rôle de Dorothy Wheeler et Jennifer Love Hewitt le rôle de Paige Prescott. Ces rôles ont été interprétés par Jessica Capshaw et Denise Richards dans le film.

## Box-office
| Pays ou région    | Box-office      | Date d'arrêt du box-office | Nombre de semaines |
| ----------------- | --------------- | -------------------------- | ------------------ |
| États-Unis Canada | 20 384 136 $    | 5 avril 2001               | 9                  |
| France            | 662,298 entrées | 25 juillet 2001            | 5                  |
| International     | 16 300 000 $    | inconnue                   | *                  |
| Monde             | 36 684 136 $    | inconnue                   | *                  |

## Autour du film
- Katherine Heigl n'a pas lu le scénario entièrement avant d'accepter le rôle de Shelley Fisher. En 2005, lors d'une interview, elle a dit qu'elle a regretté sa décision après avoir vu le montage final.